# Bitva v Bismarckově moři
Bitva v Bismarckově moři byla jednou z námořních bitev druhé světové války v Pacifiku mezi japonským a spojeneckým námořnictvem. Odehrála se 2.-4. března 1943 v Bismarckově moři.

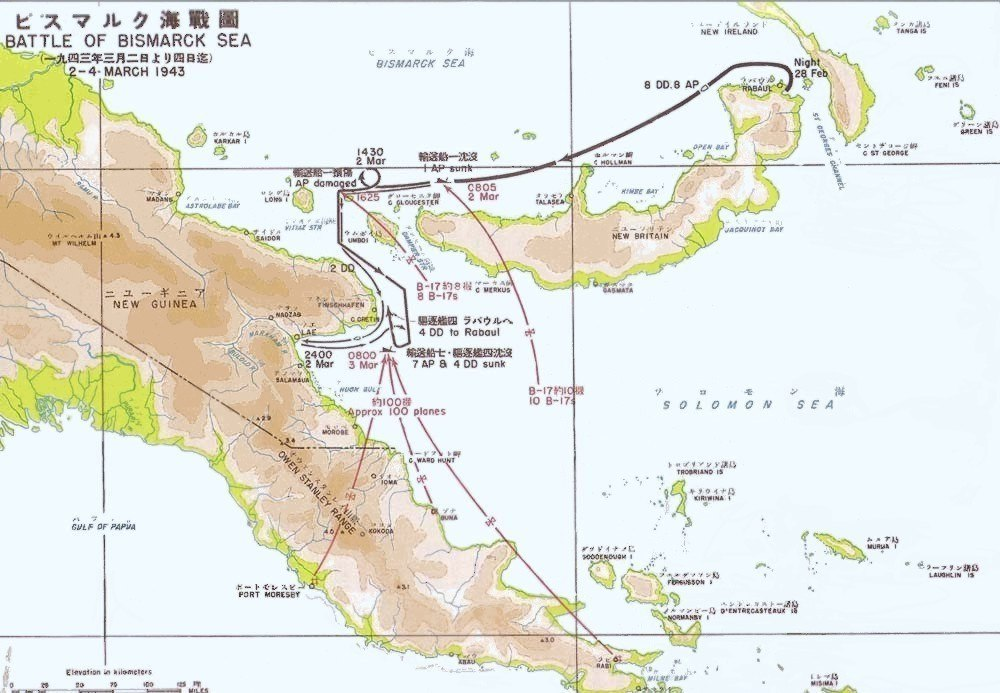
Pohyby japonských lodí a spojeneckých letadel během bitvy.

Po pádu Guadalcanalu a pozic na severním pobřeží jihovýchodní Papuy museli Japonci vytvořit v jihozápadním Pacifiku obrannou linii. Hlavními opěrnými body se měl stát Rabaul na Nové Británii, Munda na Nové Georgii a Lae na severovýchodě Nové Guineje. K posílení Lae vyplul z Rabaulu před půlnocí 28. února konvoj pod velením kontradmirála Kimury, který převážel část 51. divize císařské armády. Konvoj se skládal z 8 torpédoborců (Širajuki, Jukikaze, Asagumo, Arašio, Tokicukaze, Uranami, Šikinami a Asašio) a 8 transportních lodí. Ke krytí konvoje mělo být připraveno 100 letadel.
Japonský konvoj byl poprvé zpozorován 1. března po 16. hodině bombardérem B-24. 2. března zaútočila na konvoj skupina těžkých bombardérů (12 B-17 a 17 B-26). Podařilo se jim potopit transportní loď Kjokusei Maru a 2 další poškodit. Asi 950 vojáků, které původně přepravovala potopená loď, bylo torpédoborci Jukikaze a Asagumo dopraveno do Lae. Oba torpédoborce se poté vrátily ke konvoji. 3. března po desáté hodině začal další útok na konvoj, kterého se tentokrát zúčastnily i střední a lehké bombardéry. Přes odpor japonských stíhaček Zero byly odpoledne 4 torpédoborce a 7 transportních lodí z konvoje potopeno, nebo se potápěly. Torpédoborce Jukikaze, Asagumo, Uranami, Šikinami se pokusily vylovit část trosečníků, které pak dopravily do Lae a odpluly zpět do Rabaulu. V noci došlo k útoku amerických torpédových člunů a ráno 4. března letadla potopila poslední dva torpédoborce, které se ještě držely na hladině. Poté už jen torpédové čluny střílely po trosečnících a potápěly záchranné čluny.
Americká letecká převaha v oblasti vedla k tomu, že Japonci Lae nadále zásobovali pouze pomocí nákladních lodic a nočních plaveb ponorek.